# Майор Том

Дэвид Боуи в образе майора Тома в видеоклипе к песне «Ashes to Ashes»

Майор Том (англ. Major Tom) — вымышленный персонаж, созданный Дэвидом Боуи. Он появляется в двух песнях Боуи, относящихся к числу его главных хитов — «Space Oddity» и «Ashes to Ashes». Также майор Том появляется в песне Боуи «Hallo Spaceboy», песне Петера Шиллинга «Major Tom (Coming Home)», песне «I’m A Soldier» Стефана, песне «Mrs. Major Tom» K.I.A. В композиции Элтона Джона «Rocket Man» косвенно намекалось на майора Тома; эту версию поддерживал и сам Боуи, который во время концертных исполнений «Space Oddity» иногда кричал «Oh, Rocket Man!».

## В песнях
В песне 1969 года «Space Oddity», вошедшей в одноимённый альбом Дэвида Боуи, майора Тома отправляют в открытый космос. Вылет и начало операции проходят успешно, но затем он теряет контакт с центром управления полётами (англ. Ground control) и остаётся затерянным в открытом космосе.
В песне 1980 года «Ashes to Ashes» Боуи возвращается к истории майора Тома, говоря, что он стал наркоманом, «пристрастившимся к райскому наркотику» (англ. strung out on heaven's high) и при этом «опускается на самое дно» (англ. hitting an all-time low). «И как это ни печально, [он] остаётся счастлив в своем пилотском раю» — отмечалось в статье журнала «Афиша». В свою очередь, в финальной части получившейся в итоге трилогии — ремиксе Pet Shop Boys на песню «Hallo Spaceboy» из альбома Outside — «ЦУП передаёт Тому прощальный привет, гарантируя, что его непременно накроет лунной пылью».
В песне Петера Шиллинга «Major Tom (Coming Home)» майор Том признан умершим людьми с Земли, однако на самом деле он остаётся в живых. Фраза «Coming Home» в заглавии песни означает возвращение не на Землю, а в космос. Кавер-версия этой песни была записана Пластик Бертраном под названием «Major Tom» на французском языке; певец изменил слова и в его версии майор Том не хочет возвращаться на Землю из-за боязни ядерной войны. В песне K.I.A. «Mrs. Major Tom», выпущенной в 2003 году, история продолжается с точки зрения оставшейся на земле жены майора Тома. В 2018 году пермская скрипачка Ася Алыпова запустила одноимённый музыкальный проект, главная героиня которого — жена майора Тома — отправилась в космос на его поиски.
Во вступлении к песне At the Drive-In «Cosmonaut» с альбома Relationship of Command присутствует «последнее послание майора Тома из космоса перед смертью». Оно присутствует и в концертных версиях песни. Также майор Том упоминается в песнях «Rocket» Def Leppard, «Apple of Sodom» Мэрилина Мэнсона и других.
В клипе на песню «Blackstar» показывают тело майора-астронавта, а в тексте песни говорится, что «что-то случилось в день его смерти». Жители планеты совершают оккультный обряд, используя череп астронавта как основной предмет поклонения.
В песне «Andromeda» немецкой группы Silicon Dream упоминается астронавт потерявшегося на пути к Андромеде космического корабля, подполковник Том (Commander Tom).

## Другие упоминания
- Персонаж упоминается в песне «Rocket» группы Def Leppard с альбома Hysteria.
- Персонаж «майор Том» фигурирует в сериале Братья Вентура; здесь он — пилот из команды Джонаса Вентуры, который погибает в крушении экспериментальной модели самолёта. В диалогах, связанных с этим событиям, присутствуют прямые отсылки к тексту «Space Oddity». В качестве персонажа здесь появляется The Action Man, упоминающийся в «Ashes to Ashes». Кроме того, облик Дэвида Боуи здесь постоянно использует один из злодеев-перевёртышей.
- В видеоигре Metal Gear Solid 3: Snake Eater присутствует несколько аллюзий на творчество Боуи. В частности, персонаж майор Зеро использует кодовое имя «майор Том» во время одной из миссий; в одном из диалогов присутствует фраза «Can you hear me, Major Tom?» из песни «Space Oddity».[4]
- Режиссёр Даррен Аронофски написал сценарий фильма «Фонтан», находясь под впечатлением от «Space Oddity». Главный герой фильма, Том Крео, назван в честь майора Тома.
- Майор Том упоминается в песне «Happens All The Time» американской гранж-группы Cold.
- В сериале «Друзья» герои Чендлер и Джои в разных эпизодах напевают «Ground Control to Major Tom».
- В сериале «Во все тяжкие», в 4 эпизоде 4 сезона, Гейл Боттикер поёт в видео-караоке песню «Major Tom (Coming Home)». Субтитры в караоке на тайском языке.
- В фильме «Невероятная жизнь Уолтера Митти» песня «Space Oddity» звучит в исполнении главного женского персонажа и посвящается главному герою. Кроме того, новый начальник называет Уолтера майором Томом, так как главный герой ни на что не реагирует, когда мечтает.
- В комиксе «Y. Последний мужчина», главный герой Йорик в шутку называет одного из двух выживших мужчин, находящихся на земной орбите, майором Томом.
- В компьютерной игре «League of Legends» персонаж Corki произносит: «This is Major Tom to Ground Control».
- В песне американской певицы Ланы Дель Рей «Terrence loves you» присутствуют строчки: «Ground control to Major Tom, can you hear me all night long?».
- Майор Том упоминается в песне «Angel with a Shotgun» группы The Cab.
- В компьютерной игре «Dreamfall Chapters: The Longest Journey» при прохождении «Book 4» есть пасхалка: если в интерлюдии во время поиска воспоминаний кликнуть на ракету, персонаж Сага напоёт строчку: «Ground Control to Major Tom».
- В 3-й серии 15-го сезона мультсериала «Гриффины» Том Такер говорит в новостях фразу: «Ground Control telling Major Tom this could be long one»[5].
- Майор Том упоминается в песне «Rocket Girl» группы Lemaitre.
- В песне «So Long, and Thanks For All the Fish» американской рок-группы A Perfect Circle также упоминается Майор Том в строчках: «Now Willy Wonka, Major Tom, Ali, and Leia have moved on, Signal the final curtain call in all its atomic pageantry».
- В компьютерной игре EVE Online существует космическая аномалия «Space Oddity», в которой можно увидеть шаттл Тома (Tom’s Shuttle).[6]
- В сериале «Deutschland 83» звучит композиция Петера Шиллинга «Major Tom» (немецкая версия «Völlig Losgelöst»).
- В фильме «Взрывная блондинка» ('Atomic Blonde" 2017) также звучит композиция Петера Шиллинга «Major Tom» (с 14-й минуты фильма).
- В песне Роба Томаса «Timeless» присутствует строчка «I’ll be your Major Tom».
- Звучит в фильмах Валериан и город тысячи планет и Веном: Последний танец.
- Звучит в начале 22 серии 3 сезона сериала Without a Trace.
- Персонаж упоминается в 4 серии 1 сезона сериала «Ради всего человечества» (For All Mankind) 2019 г.
- Майор Том упоминается в песне «The Emtpy Glass» группы The Tea Party[7].
- Майор Том упоминается в песне «Космос» Павла Фахртдинова[8].
- В честь этого персонажа получил своё название вид блуждающих пауков Bowie majortom рода Bowie (Ctenidae), впервые описанный немецким арахнологом Петером Егером в 2022 году[9].